# Дмитрий Чучугин
Дмитрий Георгиевич Чучугин (на български: Димитър Георгиев Чучулев; 1869 – 1941) е руски морски офицер от български произход, инженер-механик, началник на Архангелския кораборемонтен завод, инженер-механик, капитан I ранг от Корпуса на инженер-механиците на Руския императорски флот.

## Биография
Димитър Георгиев Чучулев (в някои източници е посочено бащино име Егорович) е роден в град Батак, България. Точната дата на раждането е неизвестна, доколкото кръщелните книги са унищожени в църквата „Света Неделя" при клането в Батак. Впоследствие служебно в руските официални документи е нанесено, че е роден на 20 септември 1869 г. След гибелта на семейството му в хода на Априлското въстание от 1876 г. Димитър е отведен от руски офицер в Санкт Петербург. В Русия фамилията Чучулев е сменена на Чучугин. В някои източници се споменава, че Чучугин е роден в град Рилск, Курска губерния, вероятно посоченото място на раждане е използвано за издаването на нови документи на Димитър при смяната на фамилията му.
На 19 септември 1889 г. Д. Г. Чучугин завършва механическото отделение на Техническото училище при Морското ведомство в Кронщат и е произведен в чин младши инженер-механик. Той е първият българин, които получава висше военноморско инженерно образование в Русия.
През 1893 г. завършва курс за минен механик в Минния офицерски клас.
В периода 1893 – 1894 г. е на задгранично плаване на крайцера I ранг „Генерал-адмирал“.
През 1895 г. е произведен в помощник на старшия инженер-механик.
През 1896 г. завършва Механическото отделение на Николаевската военноморска академия.
В периода 1897 – 1898 г. е в задгранично плаване на крайцера I ранг „Светлана“.
От 12 декември 1898 г. е младши началник на отделение в Морското инженерно училище „Император Николай I", от 17 септември 1901 до 24 май 1904 г. е началник на отделение в същото училище.
През 1904 г. е произведен в старши инженер-механик. На 24 май 1904 г. е зачислен в 15-и флотски екипаж и е назначен за старши корабен механик на спомагателния крайцер „Кубан“ от Втора Тихоокеанска ескадра, от която в Далечния изток се отделя за водене на крайцерски действия срещу търговското корабоплаване на противника. В хода на руско-японската война крайцерът „Кубан“ патрулира по търговските пътища на Япония в Тихия океан, Жълто и Арабско море. Въпреки че крайцерът „Кубан“ не влиза в бойни стълкновения, на неговия екипаж е признато участието във войната. По този начин Чучугин става един от тримата българи – морски офицери, участвали в морските кампании на Руско-японската война.
През 1905 г. Д. Г. Чучугин е преатестиран от старши инженер-механик на подполковник от Корпуса на инженер-механиците на флота.
От 1906 до 1907 г. служи като старши корабен механик на ескадрения броненосец „Слава“. През 1907 г. този кораб е прекласифициран като линеен кораб. По този начин Чучугин става първият българин, който е бил старши корабен механик (или казано по друг по-съвременен начин: командир на електромеханичната бойна част) на линеен кораб.
На 20 април 1908 г. е назначен за флагмански инженер-механик на щаба на началника на отряда кораби, предназначени за плавания с възпитаниците на Морския кадетски корпус за съответната кампания.
От 1908 г. служи в Балтийския кораборемонтен и механически завод.
На 18 април 1910 г. е произведен в полковник от Корпуса на инженер-механиците на флота, от 28 март 1913 г. военното му звание е преименувано на инженер-механик, капитан I ранг.
След това е назначен за помощник на главния инспектор на Кораборемонтния завод в Соломбала (Архангелск), от 1917 г. е началник на работилниците на завода, от 20 август 1917 г. е началник на целия завод.
През 1920 г. се намира под следствие. Оправдан е от Морревтрибунала.
На 17 април 1921 г. преминава задължителна регистрация в гр. Архангелск като бивш офицер, не служил във войските на Бялата армия.
Умира на 23 ноември 1941 г. в Ленинград, погребан е в Шуваловското гробище.

## Награди
- Орден Свети Станислав (Руска империя) III степен (06.12.1897);
- Орден Свети Станислав II степен (15 януари 1907);
- Орден Света Ана II степен (10.04.1911);
- Орден Свети Владимир IV степен (06.04.1914);
- Орден Свети Владимир III степен (10.04.1916);
- Медал „За спомен от царстването на император Александър III“ (1896) и други.
- Знак на Морската Академия (1896).

- Кралски военен орден на Авиш (1898, Португалия, кавалерски кръст на ордена)[8].

Забележка: В историята са известни четирима български морски офицери или морски офицери от български произход, които са награждавани с ордена „Свети Владимир“. Всички те са удостоявани с четвъртата му степен и само капитан I ранг Чучугин е награждаван с III степен, което му позволява да придобие статус на потомствен дворянин в Руската империя.

## Семейство
- Жена – Вера Ивановна (по баща Полигнотова), родена 1874 г. в Пулково, Царскоселска област, Санкт-Петербургска губерния.
- Дъщеря – Мария, родена 1897 г. във Франция.
- Син – Георгий, роден 1898 г. в Санкт Петербург, служил в Бялата армия на Северния фронт.
- Син – Всеволод, роден 1903 г. в Кронщад, Санкт-Петербургска губерния
- Дъщеря – Татяна, родена 1908 г. в Санкт Петербург
- Правнучка – Марина Юриевна Шерстобитова[9]
- Правнук Александр Шерстобитов.